# NGC 4655
NGC 4655 (również PGC 42823) – galaktyka eliptyczna (E?), znajdująca się w gwiazdozbiorze Psów Gończych. Odkrył ją William Herschel 9 kwietnia 1787 roku. Jest to galaktyka z aktywnym jądrem typu LINER.